# Peter Adam
Pour les articles homonymes, voir Adam (homonymie).
Peter Adam, né le 3 août 1929 à Berlin et mort le 28 septembre 2019 à Sèvres (Hauts-de-Seine), est un documentariste et un auteur d'origine allemande, naturalisé britannique en 1965.

## Biographie
Les grands-parents de Peter Adam appartenaient à la haute société juive. Walter son père, conseiller juridique au ministère des finances, épouse une chrétienne. En 1933, parce que juif, il perd son emploi et meurt deux ans plus tard. Quelques années après sa mère, sa sœur et lui se réfugient à Cologne et en Autriche. En 1947 la famille est de retour à Berlin. Peter découvre la vie culturelle, peinture, théâtre, littérature. Il entreprend des études de philosophie. En 1950, grâce à une bourse il va à Paris afin de suivre les cours à la Sorbonne. Durant les deux années qu'il y passe il rencontre   Cocteau, Colette, Beckett, Darius Milhaud, Leonor Fini, Man Ray,  Balthus... 
De retour à Berlin il soutient, en 1955, sa thèse sur Rainer Maria Rilke traducteur. Il travaille à New-York, puis à Londres où il réalise nombre de films publicitaires. Il travaille ensuite, en 1968,  pour la BBC, où durant 22 ans il est documentaliste et producteur exécutif. Il réalise de nombreux films documentaires dont Spirit of Place de Lawrence Durrell , nommé pour un British Academy Award (1976), Richard Strauss Remembered pour lequel il reçoit au festival de Houston le Golden Award du meilleur documentaire complet de 1985,  Lotte Lenya et Kurt Weill : sélectionné pour le Prix Italia, George Gershwin Remembered,  nommé par la British Academy au meilleur programme artistique, 1987 ; L'Art du Troisième Reich, lauréat en 1989 du British Academy Award du meilleur documentaire artistique de l'année.
Lorsqu'il prend sa retraite de la BBC à soixante ans, en 1989, il quitte l'Angleterre pour la France. Il est rédacteur en chef du magazine Review and Arena Theatre. 
Très sensible à l'art de Eileen Gray (1878-1976) artiste, architecte  irlandaise, il organise une exposition de ses dessins en 2007, à Paris et publie un ouvrage sur elle.
Il est Officier des arts et des lettres.
Il publie son autobiographie, saluée par la critique, Mémoires à contre-vent, en 2010 à Paris, dédiés à son compagnon, Facundo Bo (comédien et peintre argentin mort en 2016).

## Œuvres écrites
Eileen Gray, biographie, éd. 1989, traducteur Jean-Baptiste Damien, A. Biro,  400 p ; éd. de la Différence,  2012, 2 vol. 271 et 201 p.
Mémoires à contre-vent, 2010, éd. La Différence, 462 p.